# Marika Markovits

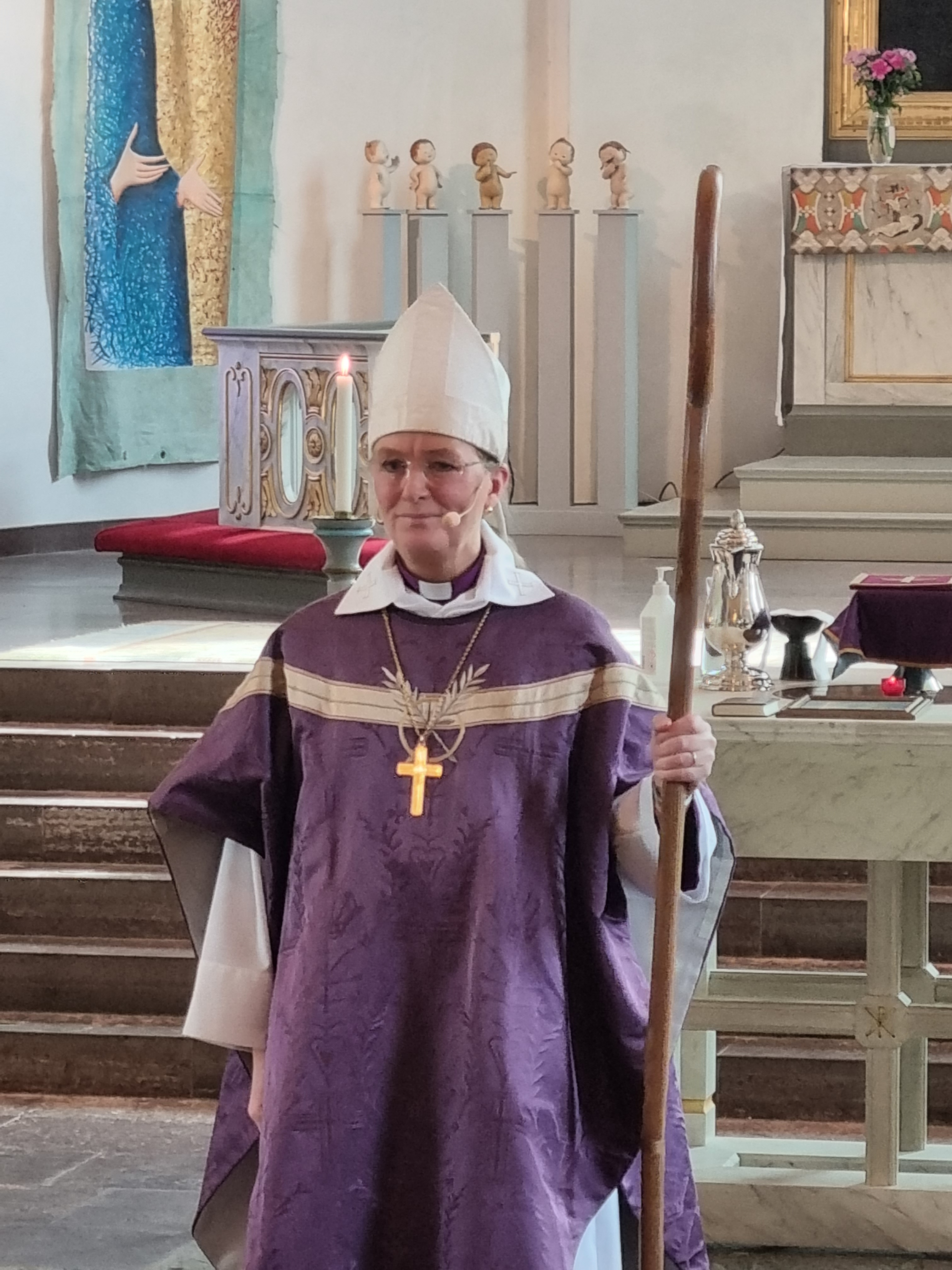
Marika Markovits (2023)

Eva Marika Therése Markovits (* 16. September 1964 in Hägersten) ist eine schwedische Pfarrerin. Seit 2023 amtiert sie als Bischöfin im Bistum Linköping der Schwedischen Kirche.

## Leben
Markovits studierte Evangelische Theologie an der Universität Uppsala und wurde 1994 im Bistum Stockholm ordiniert. Anschließend arbeitete sie in den Kirchengemeinden Tumba und Farsta. Von 2001 bis 2003 war sie in verschiedenen Projekten der Schwedischen Kirche unter anderem an der Revision der Agende beteiligt. Ab 2003 war sie zunächst stellvertretende Direktorin, 2005 Direktorin der Stockholmer Stadtmission. 2020 wurde sie Dompröpstin des Bistums Stockholm.
Markovits wurde am 7. November 2022 zur Bischöfin im Bistum Linköping gewählt. Die Bischofsweihe empfing sie am 15. Januar 2023 durch ihren Vorgänger, den nunmehrigen Erzbischof von Uppsala Martin Modéus.